# Archäologisches Museum Limassol

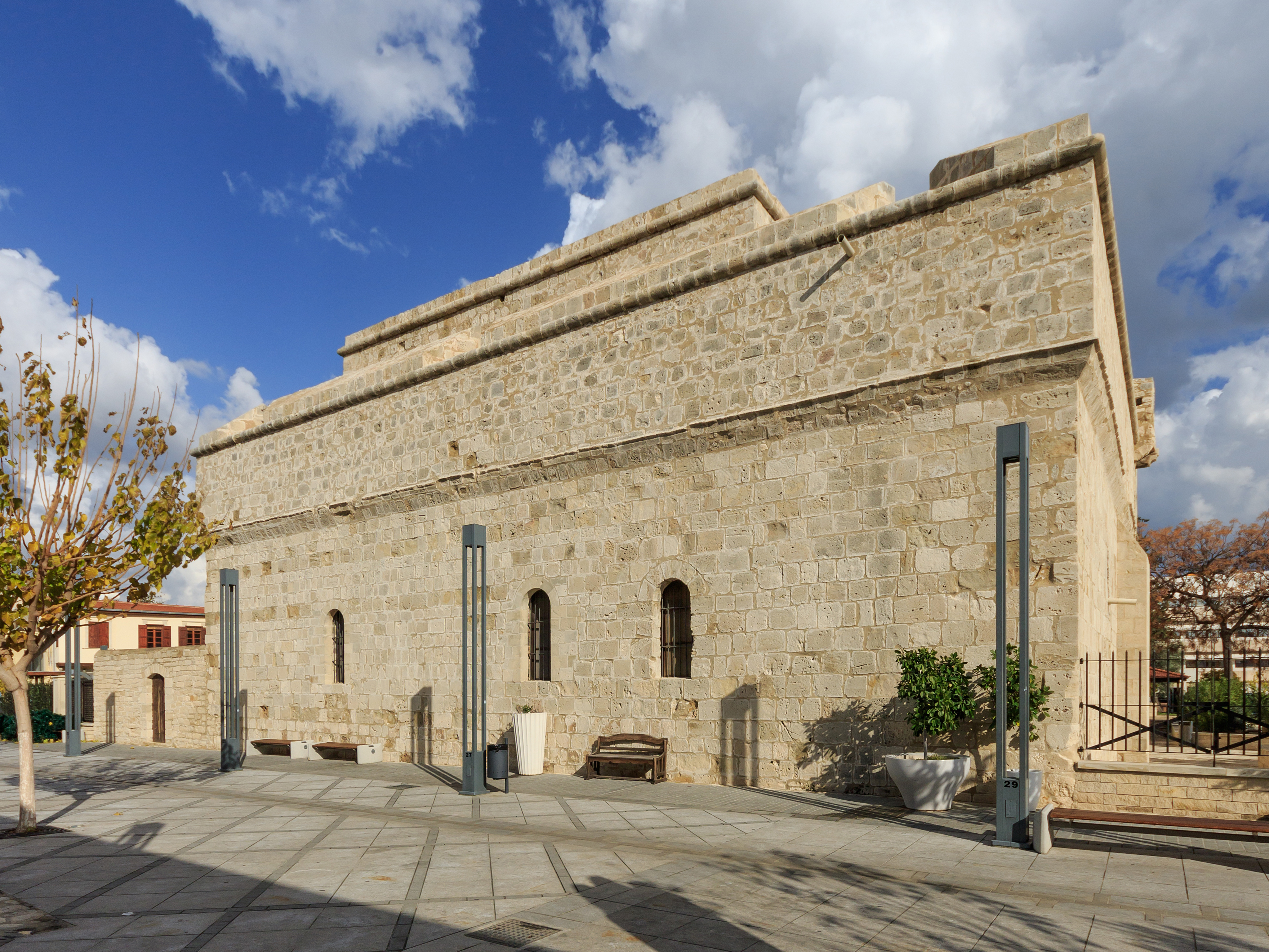
Burg von Limassol

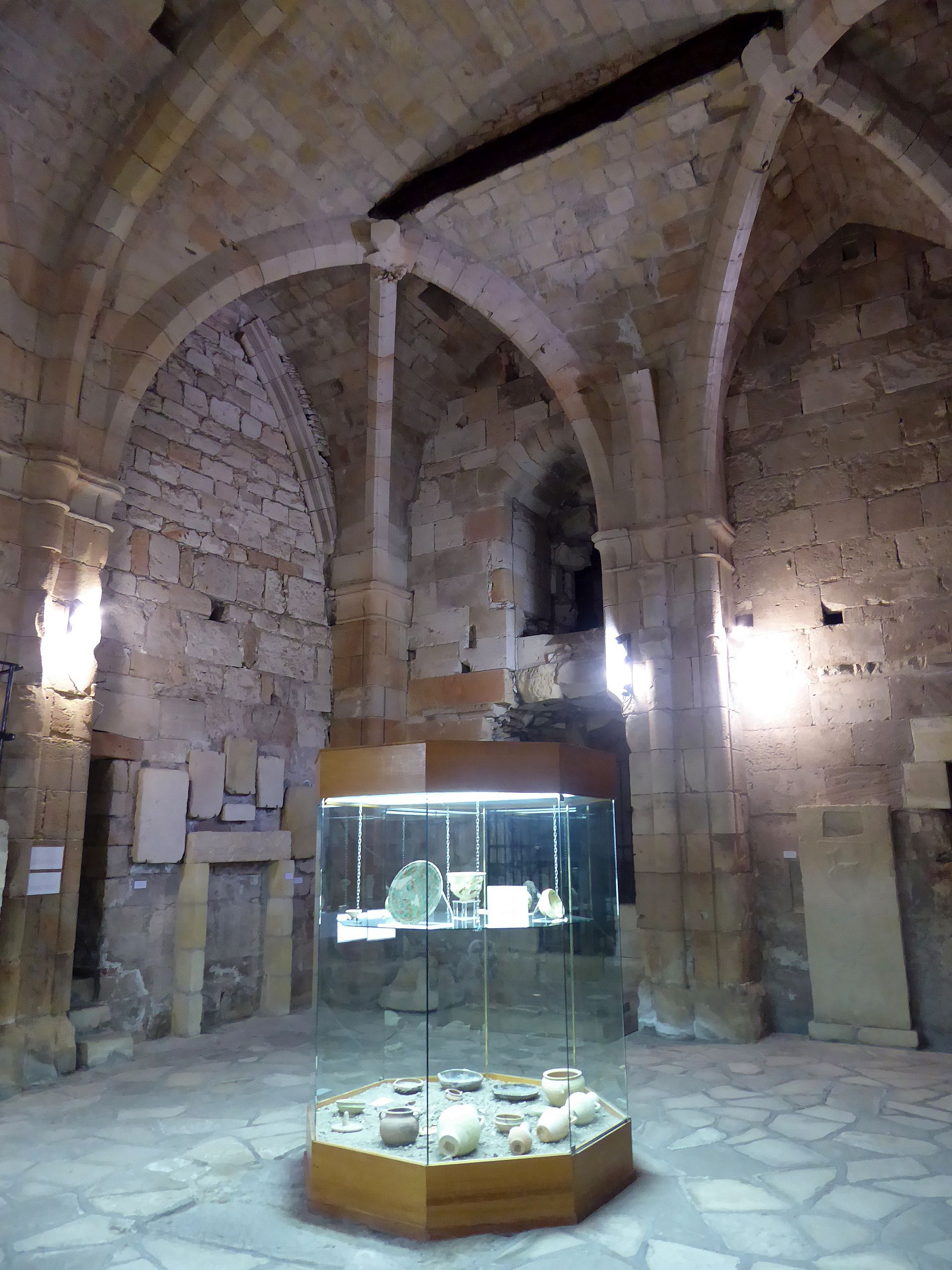
Burg von Limassol, ein gotischer Saal bildet den Kern der heutigen Anlage aus osmanischer Zeit

Das Archäologische Museum Limassol (The Archaeological Museum in Limassol) ist ein kommunales Museum in der Stadt Limassol auf Zypern. Es befindet sich in einem Neubau, unmittelbar nördlich vom Zoo und dokumentiert die frühe Kulturgeschichte des Distrikts Limassol von der Jungsteinzeit bis zum Ende des oströmischen Reiches.

## Geschichte
Das Museum wurde 1948 in der Burg von Limassol (Lage) gegründet, wurde aber während der Konflikte von 1963 auf unbestimmte Zeit geschlossen.
Die zahlreichen archäologischen Funde, die bei der Erweiterung des Stadtgebietes zu Tage traten, gaben den Anlass, einen Erweiterungsbau vornehmen zu müssen. Im Jahre 1972 begann man mit dem Neubau eines Museums, das sich verkehrsgünstig, etwa zwei Kilometer nordöstlich der Burg befindet. Das Gebäude wurde 1975 eingeweiht. Seither beherbergt die Burg, die teilweise wiederaufgebaut wurde und sich heute so präsentiert, wie sie unter osmanischer Herrschaft war, das Mittelaltermuseum, welches chronologisch an das Archäologische Museum anschließt.